# Velofahren in Bern

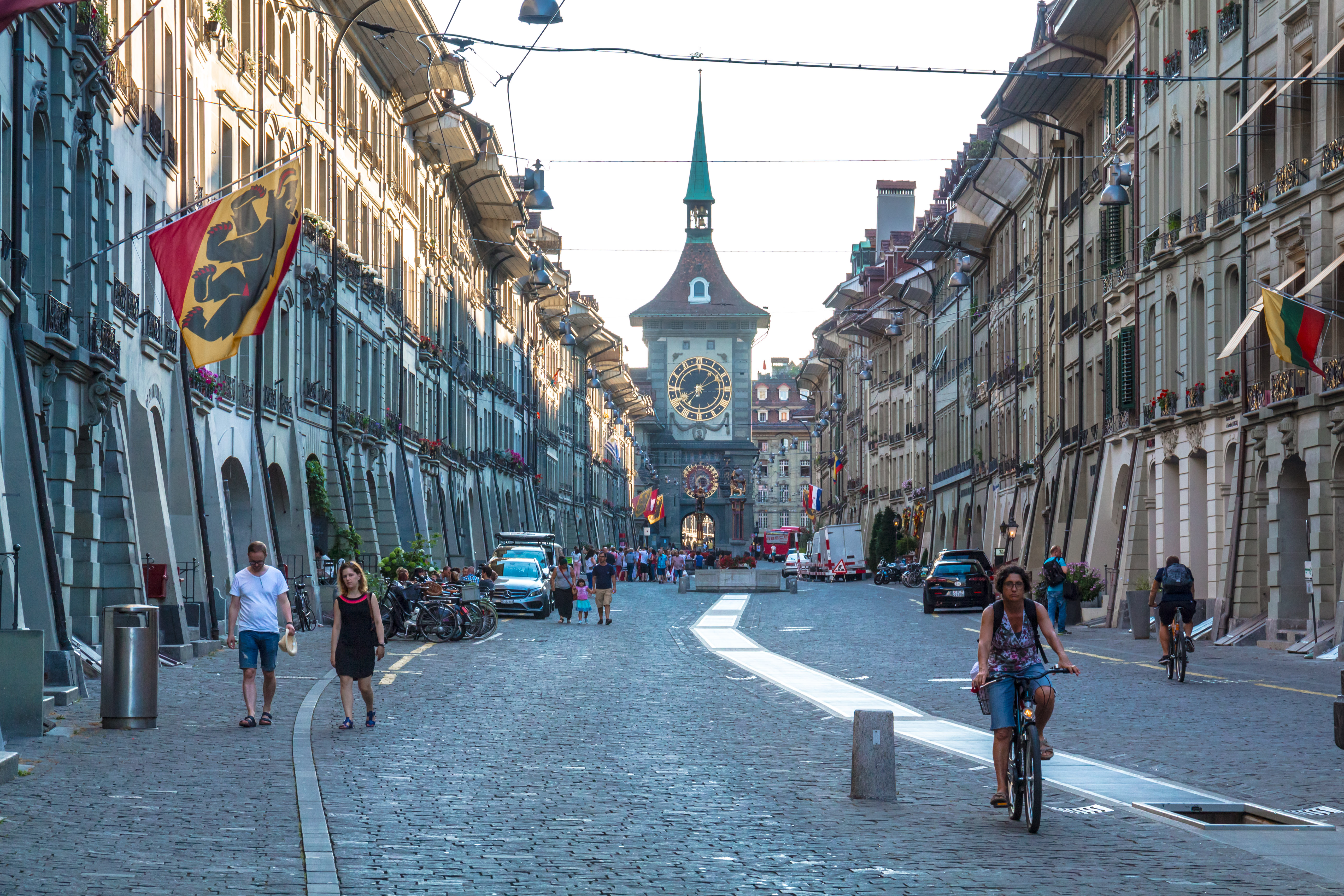
Velofahrerin und Velofahrer vor Zytglogge

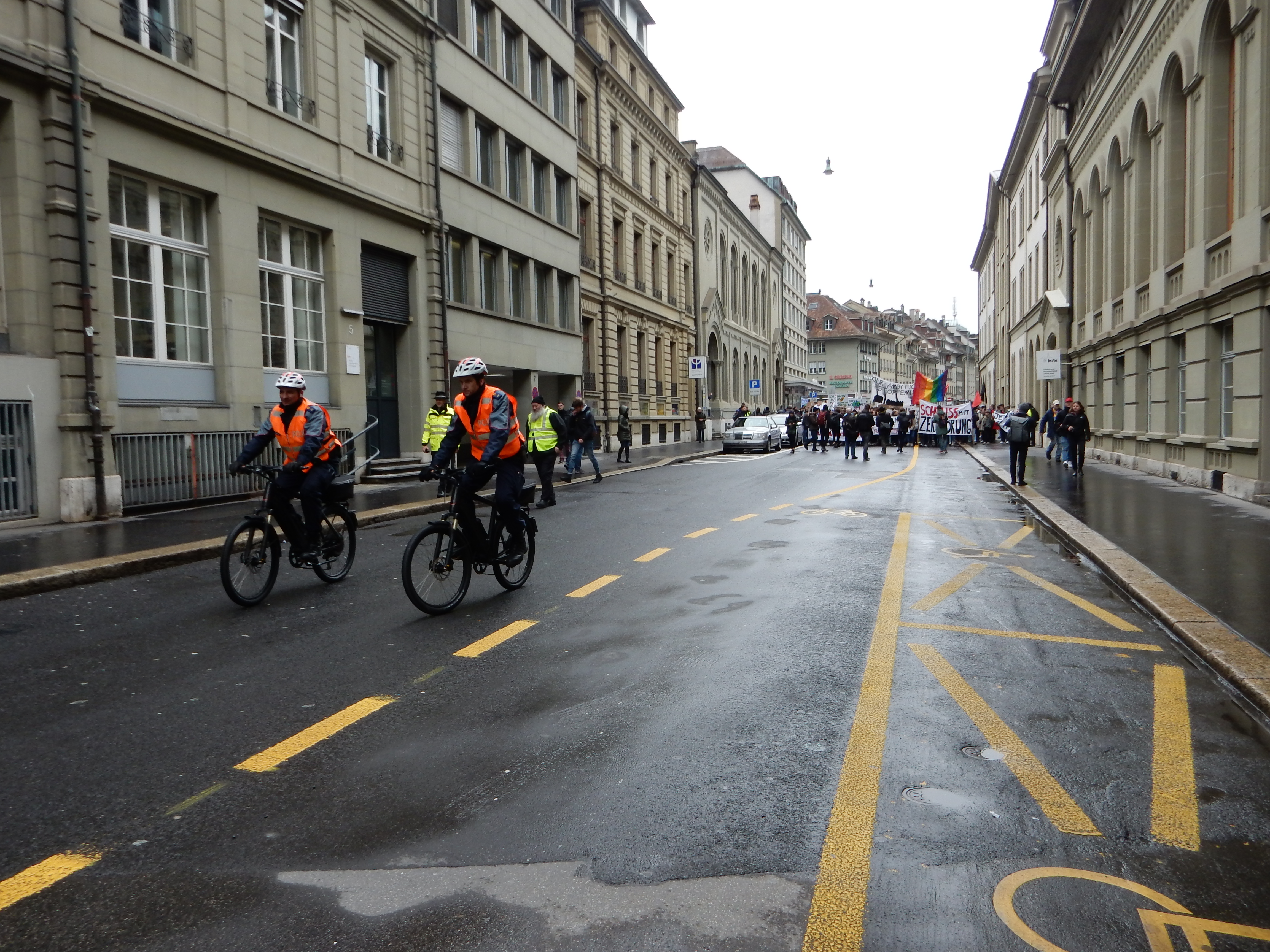
Berner Polizisten auf Velos bei einer Klimademo in der Nägeligasse

Velofahren in Bern ist eine wichtige Art der Fortbewegung innerhalb von Bern, der grössten Stadt des Kantons Bern und Bundesstadt der Schweiz. Der Veloverkehr in Bern hatte 2021 einen Anteil von rund 19 % am Modalsplit, gemessen als Anteil der Wege als Hauptverkehrsmittel. Der Veloverkehr in Bern wächst stetig und wird aktiv gefördert, Bern soll zur «Velohauptstadt» der Schweiz werden. Im Jahr 2022 wurde Bern beim Prix Velostädte mit dem zweiten Rang der velofreundlichsten Grossstädte von Pro Velo Schweiz ausgezeichnet.

## Förderung des Veloverkehrs
Per 1. Januar 2001 wurde das von den Stimmberechtigten genehmigte «Reglement zur Förderung des Fuss- und Veloverkehrs» (RFFV) in Kraft gesetzt. Im selben Jahr wurde die Fachstelle für Fuss- und Veloverkehr geschaffen. Regierung, Parlament und Verwaltung der Stadt Bern versuchen seit 2014, mit einer sogenannten Velo-Offensive, das Velofahren aktiv zu fördern. Ziel ist ein Gesamtverkehrsanteil von rund 20 Prozent im Jahr 2030, wobei dieser Anteil zuvor bei rund 11 Prozent stagnierte. Von der Förderung des Veloverkehrs und des öffentlichen Verkehrs erhofft sich die Stadt die Verhinderung einer Zunahme des motorisierten Individualverkehrs (MIV).
Neben verwaltungsinternen Reformen enthält die Velo-Offensive ein Bündel von Massnahmen mit diversen Schwerpunkten. Bezüglich Infrastruktur ist die Einrichtung eines sternförmigen Netzes von Velohauptrouten bis in die Agglomeration geplant. Diese verfügen über einen gehobenen Ausbaustandard gegenüber den Mindestanforderungen der Verkehrsnormen. Die Parkierung für Velos in der Innenstadt, insbesondere beim Bahnhof, soll verbessert werden. Mit diversen weiteren Fördermassnahmen wird zudem versucht, eine Velokultur zu etablieren. Dies beinhaltet zum Beispiel diverse Anlässe rund um das Velo, eine Werbekampagne zur Förderung des Veloverkehrs und die Einrichtung von Velo-Freizeitanlagen bei Schulen und Spielplätzen.
Die Stadtberner Velo-Offensive wurde 2020 mit dem «Prix Velo Infrastruktur» geehrt. Mit dem Prix Velo honoriert Pro Velo Schweiz vierjährlich modellhafte Projekte oder Planungsmassnahmen. Mit dem Preisgeld wurde, zur Veloförderung bei Kindern und Jugendlichen, ein Veloverleih für Kinder als Pilotversuch im Tscharnergut finanziert.
Zur Weiterentwicklung des Veloverkehrs soll der Masterplan Veloinfrastruktur überarbeitet werden, die Vernehmlassung dazu dauert noch bis zum 30. April 2024.

## Velostationen
Im Jahr 2000 wurde die Velostation Schanzenbrücke eröffnet, 2003 die Velostation Bollwerk und 2007 die Velostation Milchgässli. Zudem gibt es die Velostationen PostParc und Welle7, welche beide für 24 Stunden gratis genutzt werden können, sowie vonRoll Hochschulzentrum Länggasse und Waisenhausplatz. Letztere wird von der Metro Autopark AG betrieben.

## Wirtschaftsverkehr

Bestattervelo im Rosengarten Bern

Auch im Wirtschaftsverkehr ist eine zunehmende Bedeutung des Velos festzustellen, dies nachdem die Massenmotorisierung nach dem Zweiten Weltkrieg das Velo als Nutzfahrzeug marginalisiert hatte. Der erste moderne Velokurierdienst der Stadt nahm 1988 den Betrieb auf. Diese selbstverwaltete Genossenschaft existiert noch heute als 'Velokurier Bern' und beschäftigt 60 Mitarbeitende im Kurierdienst. Velokurier Bern bietet in einer Kooperation mit diversen Restaurants unter dem Namen 'Schnellerteller' einen Lieferservice an. Mittlerweile sind auch andere Velokurierdienste und -lieferservices in der Stadt aktiv, zum Beispiel just-eat.ch. Gewisse Restaurants beschäftigen zudem eigene Kuriere.
Die Stadt Bern versucht mit dem Programm 'Mir sattlä um' (Berndeutsch für 'wir satteln um') den Einsatz von Lastenrädern in Unternehmen zu fördern. Dabei wurden zwischen 2016 und 2018 in zwei Ausgaben 19 kleinen und mittleren Unternehmen Cargo- und eCargobikes zur Verfügung gestellt. Nach einer wissenschaftlich begleiteten Testphase erhielten die Unternehmen die Möglichkeit die Velos vergünstigt zu übernehmen. Im Auswertungsbericht wird ein positives Fazit gezogen, 14 der beteiligten Firmen haben von der Übernahmemöglichkeit Gebrauch gemacht, ein weiteres Unternehmen benötigte eine Sonderanfertigung und wird ebenfalls weiterhin auf das Lastenrad setzen. In einer späteren Projektphase ab 2018 wurde Unternehmen und Privatpersonen der Kauf eines Cargobikes mit CHF 2000.- unterstützt.
Im Mai 2021 erfuhr das Bestattungsunternehmen 'Aurora Bestattungen' eine schweizweite mediale Rezeption, als es ein Bestattungsvelo in Betrieb nahm. Es handelt sich um ein speziell angefertigtes eCargovelo, mit dem der Leichentransport in der Stadt Bern und seiner näheren Umgebung angeboten wird.

## Veloverleihsysteme
Unter dem Namen «Velo Bern» betreibt Publibike in Bern ein stationsgebundenes Veloverleihsystem. Dieses stellt neben Velos auch Elektrovelos zur Nutzung bereit und ist auf Kurzzeitmiete ausgelegt. Publibike hat sich nach der Eröffnung 2018 schrittweise auch in mehreren Agglomerationsgemeinden etabliert.
An über 20 Standorten lassen sich Cargovelos von carvelo2go mieten.
Zwischen 2018 und 2020 betrieb Bond Mobility ein Verleihsystem für E-Bikes, zuerst unter dem Firmennamen Smide. Das Angebot wurde eingestellt, weil es sich um ein Verlustgeschäft gehandelt habe.
Ab Anfang 2021 starteten Tier Mobility und VOI den Betrieb von Verleihsystemen für E-Trottinette zu Beginn mit 125 (Tier) und 60 (Voi) E-Trottinetten. Nur zwei von fünf Anbietern, die ein Gesuch gestellt hatten, wurde eine Bewilligung erteilt. Der Betrieb der Systeme wurde durch die städtischen Behörden an vergleichsweise strenge Auflagen geknüpft, so wird z. B. die Geschwindigkeit der Fahrzeuge in der Altstadt automatisch auf 5 km/h gedrosselt. Die Trottinette dürfen zudem nur auf dem Velostreifen oder auf der Strasse fahren, damit auf den Trottoirs niemand gefährdet wird. Per 1. Mai 2024 wurde VOI als einziger Anbieter zugelassen und die maximale Flottengrösse von 350 auf 300 reduziert.
Die Standorte sämtlicher Fahrzeuge werden in Echtzeit im Online-Kartendienst von Swisstopo veröffentlicht.

## Besondere Routen

### Velohauptrouten

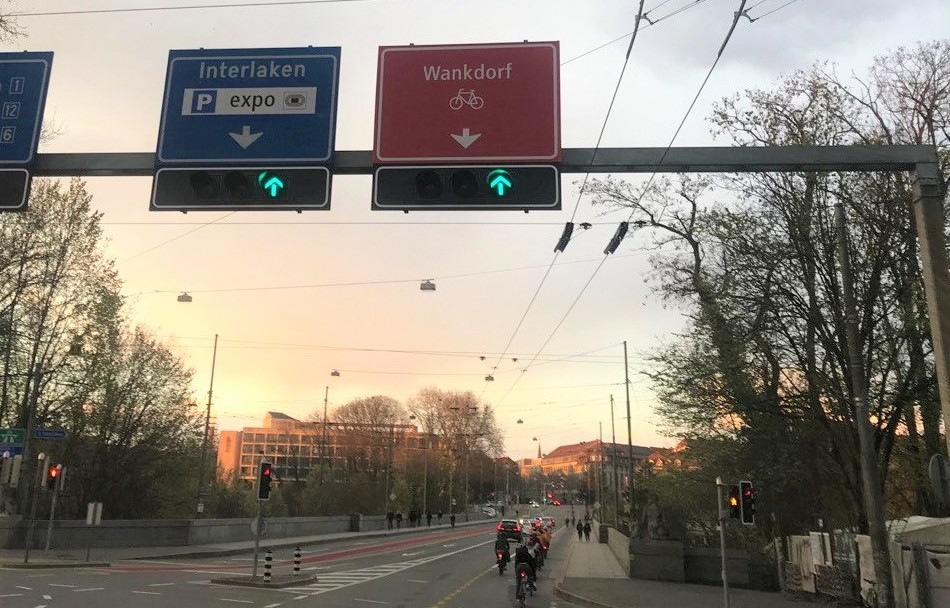
Velohauptroute Bern-Wankdorf vor Lorrainebrücke

Die Velohauptrouten sind Hauptbestandteil der Velo-Offensive. Sie werden wenn möglich mit einer Breite von 2,50 Metern errichtet und sollen im Endausbau ein sternförmiges Netz von der Innenstadt in die Agglomerationen bilden. Auf den Velohauptrouten wird die Steuerung der Lichtsignalanlagen für eine flüssige Passage der Velos optimiert. Stand 2020 sind die Velohauptrouten Bern-Wankdorf und Bern-Köniz realisiert. Auf weiteren Velohauptrouten konnten bereits Abschnitte umgesetzt werden. Beschwerden führten teilweise zu Verzögerungen beim Bau, etwa wegen der Aufhebung von Autoparkplätzen.

### Velostrassen
In Bern gibt es acht Velostrassen.

### Radwanderrouten
Mehrere Radwanderrouten führen durch, starten oder enden in Bern, zum Beispiel die Aare-Route, die nationale Veloroute 8.

### Mountainbikerouten
Bern ist Start- respektive Endpunkt der regionalen Mountainbikeroute Napf Bike von Mountainbikeland Schweiz. Sie verbindet Bern und Luzern und führt durch das Napfgebiet.

### Downhill Trails
In Stadtnähe befinden sich mehrere Downhill Trails. So wird auf dem Berner Hausberg Gurten, Gemeinde Köniz, von trailnet eine Downhill-Strecke betrieben. Dabei kann das Bike mit der Gurtenbahn bis zur Bergstation mitgenommen werden. Die Strecke ist ganzjährig geöffnet.
Am Ulmizberg (siehe Aussichtsturm Ulmizberg) befindet sich eine weitere beliebte Downhillstrecke, dort ist aber keine offizielle Trägerschaft vorhanden. Die Waldeigentümer kritisieren die Nutzung durch die Biker und stellen seit 2013 regelmässig Verbotsschilder auf.
Die Gemeinde Muri plant die Einrichtung eines Trails im Ostermundigenwald (Stand 2018).

### Velofreizeitanlagen
Von den geplanten 30 Velofreizeitanlagen der Stadt Bern sind derzeit zehn umgesetzt. Es handelt sich um Pumptracks, Rollparks, Velo-Spielplätze und einen Verkehrspark beim Weyermannshaus.

## Zahlen und Statistiken
In der Stadt Bern waren seit 2001 einige permanente Velomessstellen in Betrieb, welche aber 2013, aufgrund von Erhebungslücken und einer grossen Fehlerquote in der langjährigen Datenreihe, ausser Betrieb genommen wurden. Gleichzeitig wurde mit dem Neuaufbau eines Messstellennetzes begonnen. Bis 2015 wurde wieder an insgesamt vierzehn Standorten der Veloverkehr gezählt, danach erfolgt eine schrittweise Erweiterung auf sechzehn Standorte bis 2020. Zum Vergleich: Auf dem Stadtgebiet befinden sich 166 Autozählstellen. Seit 2017 weisen drei Zählstellen zudem sogenannte Velobarometer auf, welche die Zählungen auf einem Bildschirm live anzeigen.
Die Eckdaten zum Veloverkehr werden in verschiedenen Berichten veröffentlicht. Für den Zeitraum des ersten Messstellennetzes zwischen 2001 und 2013 ist ein zwischenzeitlicher Rückgang bis 2004 und danach eine Zunahme des Veloverkehrs auf 160 % des Werts von 2001 dokumentiert. Zwischen 2014 und 2017 wurde eine Zunahme des Veloverkehrs um 35 Prozent registriert. Zwischen 2018 und 2019 wurde ein Wachstum um 6,6 % gemessen. In der darauffolgenden Periode bis Ende 2020 beträgt das weitere Wachstum 6,9 %. Dies obwohl während mehrerer Lockdowns in Folge der COVID-19-Pandemie in der Schweiz die Verkehrszahlen signifikant zurückgingen.

## Vereine, Initiativen
- «Pro Velo Bern», ehemals «IG Velo»[38]
- «Velostadtbern»[39]
- «trailnet», Interessenvertretung der Bike-Gemeinschaft[40]
- BeCycling organisiert unter anderem die Kidical Mass